# كانتون لاغو أغريو
كانتون لاغو أغريو (بالإنجليزية: Lago Agrio Canton)‏ هو كانتون في الإكوادور، يتبع سوكومبيوس، عاصمته نويفا لوخا، لاغو أغريو.